# 冬 (プッサンの絵画)
『冬』（ふゆ、仏: L'Hiver、英: Winter）、または『大洪水』（だいこうずい、仏: Le Déluge、英: The Deluge）は、17世紀フランスの巨匠ニコラ・プッサンが晩年の1660-1664年にキャンバス上に油彩で制作した四季を表す風景画連作中の1点である。冬という季節が『旧約聖書』の「創世記」 (7章) に記述されている大洪水として表現されている。四季の連作は第2代リシュリュー公のために描かれたが、後に公爵はフランス王ルイ14世との賭けに負けたため、この連作を王に譲渡した。本作は現在、連作のほかの3点とともにパリのルーヴル美術館に所蔵されている。

## 作品
プッサンは、四季を『旧約聖書』の物語の場面として表した。すなわち、『春』にはアダムとイヴを、『夏』にはルツとボアズを、『秋』には約束の地カナンのブドウを、そして本作『冬』にはノアの大洪水を描いた。プッサンの死の直前に描かれたこの連作は一種の遺言であり、画家としての一生をかけた芸術的な探求の総まとめでもある。
本作の前景には2つの巨大な岩塊が水面の広がりを囲んでおり、その中で洪水から逃れようと必死にもがく男女の姿が描かれている。人々は最後の力を振り絞って、板や小舟にしがみついている。右側には、岩によじ登った夫に子供を手渡す母親の姿がある。左側では、原罪の象徴であり、プッサンが晩年に邪悪の化身としてしばしば描いたヘビが安全な岩に這い上がっている。画面中央左寄りでは、男が祈るように天に手を差し伸べている。水泡を生み出している大きな滝が、異なった高さの2つの水面を結びつけている。滝の上の水面は静かで、太陽が雲を透かして射している。
プッサンの同時代のある批評家は、「この絵を見て、何人が恐怖におののかずにいられようか。何人が、氷のような身震いを覚えずにられようか」と述べている。恐怖と絶望が支配する画面の奥には、この世の終わりを免れるただ1つの手段であるノアの方舟がおぼろげに見える。それはまた唯一の希望として、おそらく教会を象徴するものである。プッサンは本作を仕上げて数年のうちに世を去ったが、最晩年の彼の心境がこの画面に読み取ることができる。
プッサンの本作は18世紀以降の「崇高」の美学にとって基準となる作品となり、クロード・ジョセフ・ヴェルネやジョゼフ・マロード・ウィリアム・ターナーが嵐や洪水を描く際の手本とした。

## プッサンの連作 (ルーヴル美術館蔵)

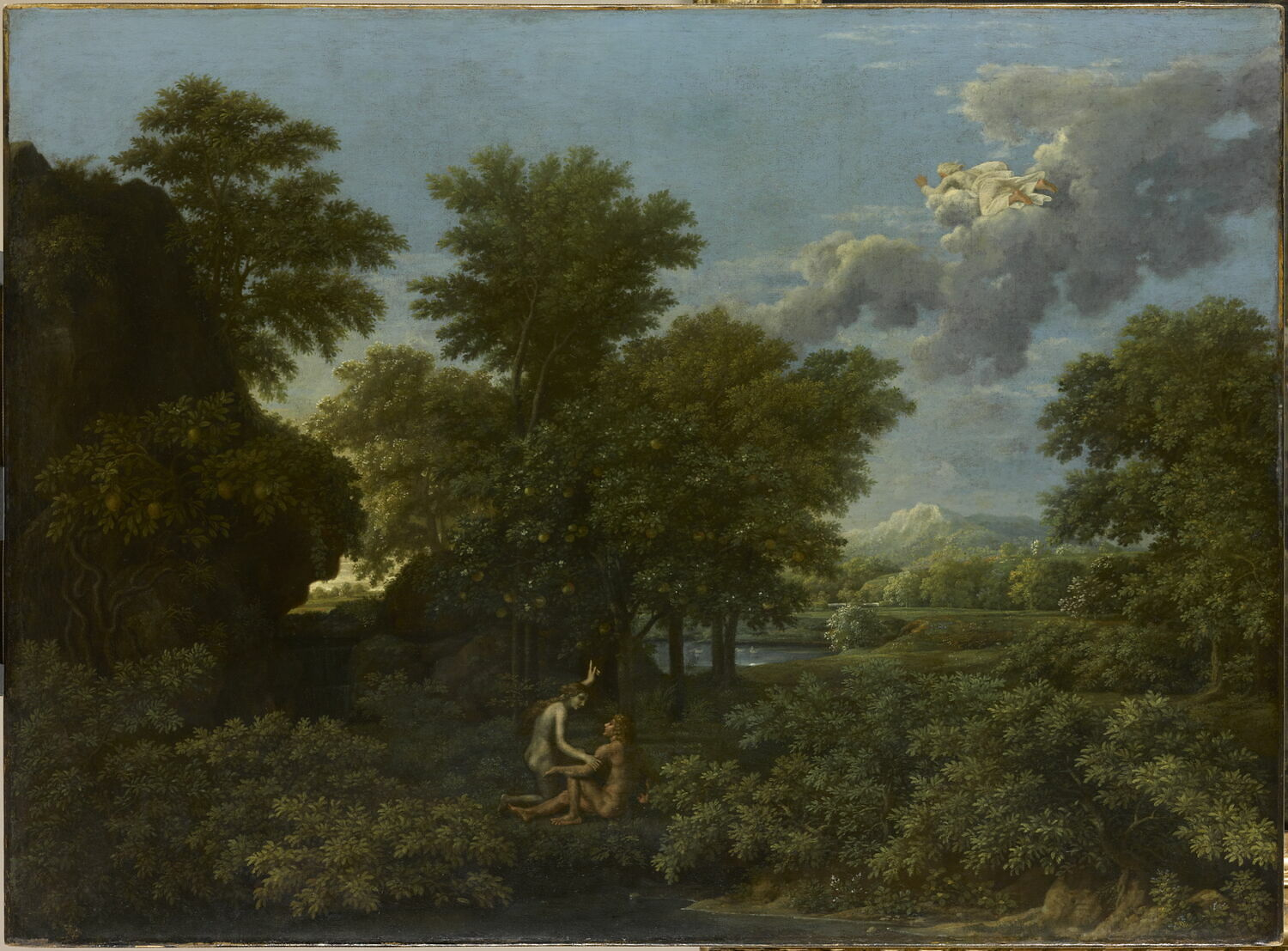
『春』
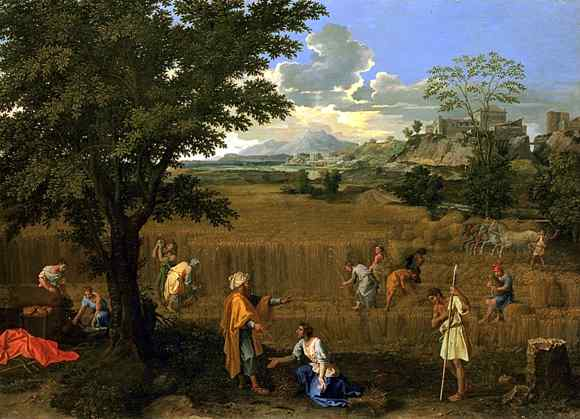
『夏』
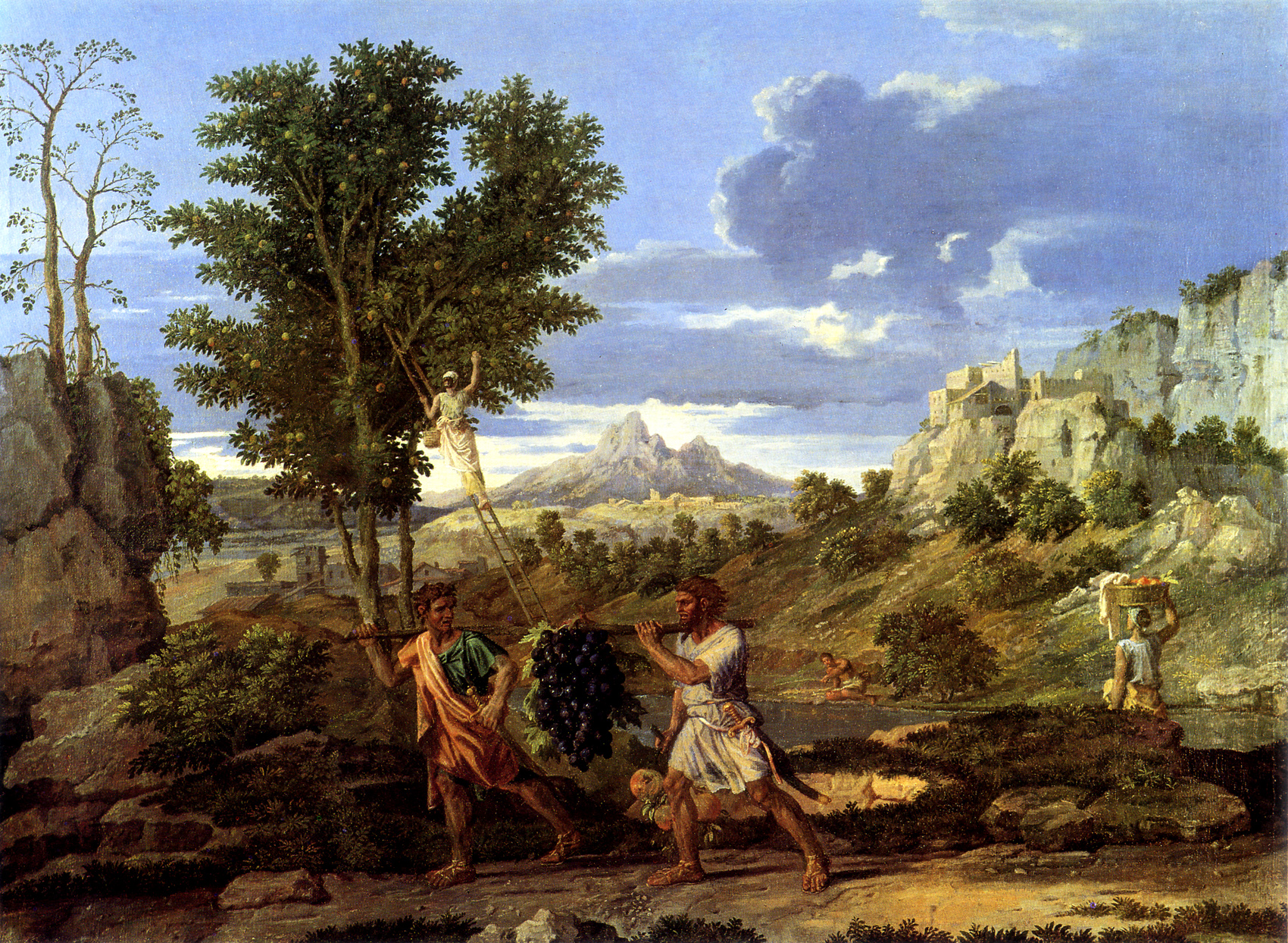
『秋』